# Петропавловка 1-а
Петропавловка 1-а (рос. Петропавловка 1-я) — село у Венгеровському районі Новосибірської області Російської Федерації.
Входить до складу муніципального утворення Петропавловська 1-а сільрада. Населення становить 575 осіб (2010).

## Історія
Згідно із законом від 2 червня 2004 року органом місцевого самоврядування є Петропавловська 1-а сільрада.

## Населення
| 2002 | 2007 | 2010 |
| ---- | ---- | ---- |
| 634  | ↘618 | ↘575 |